# Bezpečnostní rada státu
Bezpečnostní rada státu je stálý pracovní orgán vlády České republiky pro koordinaci problematiky bezpečnosti České republiky a přípravu návrhů opatření k jejímu zajišťování. Zřízena byla ústavním zákonem č. 110/1998 Sb., o bezpečnosti České republiky.
Tajemníkem Bezpečnostní rady státu je poradce pro národní bezpečnost (tato funkce byla zřízena v roce 2023).

## Složení Bezpečnostní rady státu
Členy Bezpečnostní rady státu jsou (od roku 2018):
- předseda – předseda vlády České republiky
- místopředseda – místopředseda vlády a ministr vnitra
- další členové vlády podle rozhodnutí vlády:
  - ministr obrany
  - ministr zahraničních věcí
  - ministr financí
  - ministr průmyslu a obchodu
  - ministr dopravy
  - ministr zdravotnictví
  - ministr zemědělství

Členství v radě je nezastupitelné, jen ve výjimečných případech a po souhlasu předsedy mohou být zastoupeni pověřeným náměstkem svého ministerstva. Předseda, místopředseda a ministr obrany tvoří předsednictvo Bezpečnostní rady, které posuzuje aktuální bezpečnostní situaci ve světě a v České republice.
Prezident České republiky má právo účastnit se schůzí Bezpečnostní rady státu, vyžadovat od ní a jejích členů zprávy a projednávat s ní nebo s jejími členy otázky, které patří do jejich působnosti.

## Pracovní orgány Bezpečnostní rady státu
Stálé pracovní orgány Bezpečnostní rady státu:
- Výbor pro koordinaci zahraniční bezpečnostní politiky (v gesci ministra zahraničních věcí)
- Výbor pro obranné plánování (v gesci ministra obrany)
- Výbor pro civilní nouzové plánování (v gesci ministra vnitra)
- Výbor pro zpravodajskou činnost (v gesci předsedy vlády)
- Výbor pro vnitřní bezpečnost (v gesci ministra vnitra)
- Výbor pro kybernetickou bezpečnost (v gesci předsedy vlády)

Pracovním orgánem Bezpečnostní rady státu pro řešení krizových situací je Ústřední krizový štáb (v případě vnějšího či jiného ohrožení České republiky).